# RatPac-Dune Entertainment
Pour les articles homonymes, voir Dune (homonymie).
RatPac-Dune Entertainment (anciennement Dune Entertainment) est une société de production des films de cinéma américaine créée en 2006. Le studio travaillait au départ uniquement pour la 20th Century Fox, mais depuis 2013, il travaille pour Warner Bros.. 

## Historique
Le nom de la société est la contraction du nom de ses deux fondateurs Brett Ratner et James Packer, c'est également une référence au fameux Rat Pack de Frank Sinatra. Basée à Los Angeles, elle a appartenu à DreamWorks SKG avant sa cession en 2005-2006 à la 20th Century Fox.
En 2012, le réalisateur-producteur américain Brett Ratner et le Magnat des médias australien James Packer créent la société de production RatPac Entertainment.
En 2013, RatPac et Dune s'associent et l'entreprise est reprise par Warner Bros., qui cherche un nouveau partenaire pour « succéder » à Legendary Pictures,.

## Filmographie
- 2015 : Secret Agency de Kyle Newman

### Dune Entertainment (avec la 20th Century Fox)
- 2006 : La colline a des yeux (The Hills have Eyes) d'Alexandre Aja
- 2006 : The Sentinel de Clark Johnson
- 2006 : Garfield 2 (Garfield: A Tail of Two Kitties) de Tim Hill
- 2006 : Le Diable s'habille en Prada (The Devil Wears Prada) de David Frankel
- 2006 : John Tucker doit mourir (John Tucker Must Die) de Betty Thomas
- 2006 : Borat : Leçons culturelles sur l'Amérique au profit glorieuse nation Kazakhstan (Borat: Cultural learnings of America for Make Benefit Glorious Nation of Kazahkstan) de Larry Charles
- 2006 : Eragon de Stefen Fangmeier
- 2006 : La Nuit au musée (Night at the Museum) de Shawn Levy
- 2007 : Pathfinder de Marcus Nispel
- 2007 : La colline a des yeux 2 (The Hills Have Eyes II) de Martin Weisz
- 2007 : Die Hard 4 : Retour en enfer (Live Free or Die Hard) de Len Wiseman
- 2007 : Les Quatre Fantastiques et le Surfer d'argent (Fantastic Four: Rise of the Silver Surfer) de Tim Story
- 2007 : À bord du Darjeeling Limited de Wes Anderson
- 2007 : Les Portes du temps (The Seeker: The Dark Is Rising) de David L. Cunningham
- 2007 : Hitman de Xavier Gens
- 2007 : Alvin et les Chipmunks (Alvin and the Chipmunks) de Tim Hill
- 2007 : Aliens vs. Predator: Requiem de Greg et Colin Strause
- 2008 : Choke de Clark Gregg
- 2008 : 27 Robes (27 Dresses) d'Anne Fletcher
- 2008 : Jumper de Doug Liman
- 2008 : Au bout de la nuit (Street Kings) de David Ayer
- 2008 : Jackpot (What Happens in Vegas) de Tom Vaughan
- 2008 : Appelez-moi Dave de Brian Robbins
- 2008 : Phénomènes (The Happening) de M. Night Shyamalan
- 2008 : X-Files : Régénération (The X-Files: I Want to Believe) de Chris Carter
- 2008 : Le Secret de Lily Owens (The Secret Life of Bees) de Gina Prince-Bythewood
- 2008 : Max Payne de John Moore
- 2008 : Australia de Baz Luhrmann
- 2008 : The Rocker de Peter Cattaneo
- 2008 : Le Jour où la Terre s'arrêta (The Day the Earth Stood Still) de Scott Derrickson
- 2008 : Marley et moi (Marley and Me) de David Frankel
- 2009 : Meilleures Ennemies (Bride Wars) de Gary Winick
- 2009 : Dragonball Evolution de James Wong
- 2009 : La Nuit au musée 2 (Night at the Museum 2 : Battle of the Smithsonian) de Shawn Levy
- 2009 : X-Men Origins: Wolverine de Gavin Hood
- 2009 : Les Zintrus (Aliens in the Attic) de John Schultz
- 2009 : Post Grad de Vicky Jenson
- 2009 : I Love You, Beth Cooper de Chris Columbus
- 2009 : All About Steve de Phil Traill
- 2009 : Bliss (Whip It!) de Drew Barrymore
- 2009 : New York de Kabir Khan
- 2009 : Jennifer's Body de Karyn Kusama
- 2009 : Amelia de Mira Nair
- 2009 : Crazy Heart de Scott Cooper
- 2009 : Avatar de James Cameron
- 2009 : Alvin et les Chipmunks 2 (Alvin and the Chipmunks: The Squeakquel) de Betty Thomas
- 2010 : Fée malgré lui de Michael Lembeck
- 2010 : Percy Jackson : Le Voleur de foudre de Chris Columbus
- 2010 : My Name Is Khan de Karan Johar
- 2011 : La Planète des singes : Les Origines de Rupert Wyatt
- 2011 : Bienvenue à Monte-Carlo (Monte Carlo) de Thomas Bezucha
- 2015 : The Revenant de Alejandro González Iñárritu

### Rat-Pac Dune (avec Warner Bros)
- 2014 : Edge of Tomorrow de Doug Liman
- 2014 : Annabelle de John R. Leonetti
- 2014 : American Sniper de Clint Eastwood
- 2014 : Comment tuer son boss 2 de Sean Anders
- 2015 : Vive les vacances de John Francis Daley et Jonathan Goldstein
- 2015 : Jupiter : Le Destin de l'univers des Wachowski
- 2015 : San Andreas de Brad Peyton
- 2015 : Pan de Joe Wright
- 2016 : Batman v Superman : L'Aube de la justice de Zack Snyder
- 2016 : Conjuring 2 : Le Cas Enfield de James Wan
- 2016 : Tarzan de David Yates
- 2016 : Suicide Squad de David Ayer
- 2016 : Mr. Wolff (The Accountant) de Gavin O'Connor
- 2017 : Le Roi Arthur : La Légende d'Excalibur (King Arthur: Legend of the Sword) de Guy Ritchie
- 2017 : Ça de Andrés Muschietti
- 2017 : Wonder Woman de Patty Jenkins
- 2017 : Justice League de Zack Snyder (remplacé par Access Entertainment et Dune Entertainment pour la sortie vidéo)
- 2017 : Dunkerque (Dunkirk) de Christopher Nolan
- 2018 : Ready Player One de Steven Spielberg
- 2018 : Mowgli : La Légende de la jungle (Mowgli: Legend of the Jungle) d'Andy Serkis
- 2021 : Zack Snyder's Justice League de Zack Snyder (en tant que Access Entertainment et Dune Entertainment)